# Bassanói csaták
A bassanói csaták 1796 őszén zajlottak le az itáliai hadszíntéren Bassano del Grappa mellett, a Bonaparte Napóleon tábornok vezette francia sereg és az osztrákok között.
Az első csatát 1796. szeptember 8-án vívták Dagobert von Wurmser tábornagy osztrák erői a franciákkal szemben és hatalmas vereséget szenvedtek. Ez vezetett a második osztrák támadáshoz Mantova ostrománál.
A második ütközet 1796. november 6-án zajlott le, itt az osztrák erők a magyar Alvinczi József tábornok vezetésével taktikai visszavonulásra késztették Bonaparte tábornokot.

## Az első csata

### Földrajzi háttér
1796-ban csak három lehetséges útvonal létezett Trento és a Pó-folyó medencéje között. Az első útvonal a Garda-tótól nyugatra feküdt. A második mód az Adige folyó völgye  a Garda-tótól keletre, északra Veronától. A harmadik útvonal keletre keresztül vezetett Levico Terme és Borgo Valsuganától, majd a Brenta folyó völgyét követte Bassano del Grappától délre. Egy hadsereg mozgása akár Trentóból akár Bassanóból csak két helyen lehetett védve a francia beavatkozástól.

### Tervek
Mantova első tehermentesítési kísérlete Lonatónál és Castiglionénél augusztus elején kudarcot vallott, Wurmser feldmarsall egy új tervvel állt elő. Leválasztotta Paul Davidovich (szerbül:Pavle Davidović) 14 000 katonáját, hogy  Trentót és Tirolt védjék, Wurmser főerőkkel keletre vonult, majd délre le a Brenta-völgybe. Amikor csatlakozott Bassano védőihez, akkor 26 000 embere lett. Bassanóból és Trentóból két osztrák erő próbálta kitapogatni az ellenséget védelmét, és megkeresni a lehetőséget, hogy a franciákat m
Mantova ostromának abbahagyására kényszerítse.
Bonaparte  Claude Vaubois 10 000 katonáját a Garda-tó nyugati oldalán helyezte el. André Masséna védte az Adige folyó völgyét 13 000 fővel és Pierre Augereau Veronát a 10 000 emberével. Charles Kilmaine tartotta fenn Mantova blokádját Jean Sahuguet 8000 katonájával, további 2000 katona képezte a tartalékot Veronában.

### Hadműveletek
Bonaparte tette meg az első lépést, Vaubois-t, Massenát és Augereau-t észak felé, Trento irányába küldte. A roveretói csatában szeptember 4-én, a túlerőben lévő franciák Davidovich csapatait megverték, 3000 fős veszteséget okozva 750 saját erő árán az osztrákoknak. Vaubois  üldözni akarta a menekülő osztrákokat, Bonaparte úgy vélte, hogy ez bátor tett lett volna, de túl kockázatos lépés.  Lazára vágta a másik vonalát, és megparancsolta Augereau-nak, hogy kövese  Massénát keletre a Brenta-völgybe. Szeptember 7-én, Augereau 8200 katonája vetette magát Wurmser utóvédjére Primolanónál (6 km-re északra Cismon del Grappától), foglyul ejtve 1500 embert.

### A csata
A francia előrenyomulás sebességétől meglepődve Wurmser csak 11 000 embert tudott gyűjteni az ütközet előtt. Szeptember 8-án  20 000 francia katona támadta meg Wurmsert északról. Először a 3800 fős Peter Quasdanovich és Bajalich Ádám vezette osztrák utóvédet támadták meg. Bonaparte leküldte a Brenta északi partján Massénát, Augereaut pedig a keleti parton. Joachim Murat ezredes lovasságának folyamatos támadásainak súlya alatt az utóvéd összeomlott és Bajalich megadta magát. Wurmser bevetett egy dandárt a nyugati parton, egy másik dandárt a keleti parton, és egy harmadik dandárt Bassanóban. Jean Lannes ezredes sikeres támadást indított, amivel az osztrák vonalakon átverekedte magát és betört a városba. Quasdanovich feltételezhetően parancsot adott megvert osztrákoknak, hogy vonuljanak vissza keletre, de Franz Sebottendorf feldmarsall 3500 katonája nyugatra hátrált vissza, a hadsereg parancsnokával.
A franciák 400 embert veszítettek sebesültekben, halottakban és eltűntekben. Wurmser vesztesége 600 főt tett ki. 2000 és 4000 közötti volt az osztrák hadifoglyok száma, nyolc zászló és 30 tüzérségi löveg lett a franciák hadizsákmánya.
Az erőteljes francia támadás következményeként még zsákmányoltak egy hídépítő járművet és 200 lőszeres kocsit.

### Következmények

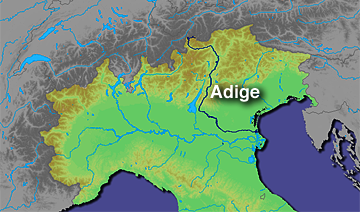
Az Adige-folyó

Wurmser csatlakozott Mészáros János feldmarsall divíziójához és aki váratlanul  indult Mantova felé nyugatra. Bonaparte rögtön két divíziót küldött az osztrákok után, remélve, hogy el tudja vágni őket egymástól. Ott Péter Károly marsall kitüntető bátorságról tett tanúbizonyságot Wurmser elővédjének vezetésével a Mantováért folyó versenyfutásban. Egy francia zászlóalj Legnanónál eltávozott a helyéről, hagyva, hogy az osztrákok átkeljenek az Adigén. Wurmser 1700 emberét a városban hagyta és folytatta menetelést. Szeptember 11-én Masséna meglepte Wurmser két gyenge dandárját, de visszaverték Cereánál 1200 fős veszteség árán. A következő napon az osztrák tábornagy, a helyi vezetők segítségével, átkelt egy hídon, amit nem sikerült elpusztítani, és 10 000 gyalogossal és 3000 lovassal Mantovába vonult.
A legnanói csetepaté után szeptember 12-én Bonaparte megjelent Mantova előtt. Szeptember 15-én Wurmser azt várta, hogy a franciák a Mincio folyó keleti partján csatavonalba fejlődnek, ezért jobb szárnyát San Giorgio elővárosában, a balszárnyát a La Favorita villánál állította fel. A franciáknak sikerült elfoglalniuk San Giorgiót és az osztrákok a Mantovába vonultak vissza. Ebben a harcban az osztrákok 2500 embert, 11 ágyút és 3 zászlót veszítettek. A francia veszteség 1500 halott és sebesült, 9 ágyú volt.
Mantovában a helyőrség  közel 30 000 főre duzzadt, ebből azonban hat héten belül 4000 osztrák meghalt sebesülés vagy betegség következtében a zsúfolt várban. Mind a két fél számára érdekes helyzet alakult ki. Az osztrák tábornok abból a helyőrségből nem tudott kiszabadulni, amit maga akart felmenteni, a franciák pedig győzelmükkel megerősítették a helyőrség védelmét, hiszen az osztrákok oda vonultak vissza.

## A második csata

### Mantova felmentésének harmadik osztrák kísérlete

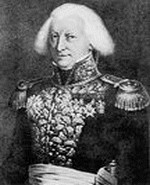
Charles Henri Belgrand de Vaubois

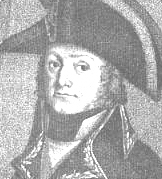
Charles Edouard Saül Jennings de Kilmaine tábornok

II. Ferenc német-római császár (aki 1804-től I. Ferenc néven osztrák császár lett) Alvinczi Józsefet bízta meg azzal, hogy egy új hadsereget szervezzen és csatlakozzon a Mantova harmadik felmentésének kísérletéhez. Johann Sporck és Franz von Weyrother vezérőrnagyok új hadműveletet terveztek, amelyet kétirányú offenzívának neveztek.  Alvinczi a 28 000 fős, erős Friaul-hadsereget  Peter Quasdanovich vezetésével Piave folyó felé nyugatra küldte. Paul Davidovich  feldmarsall tiroli hadseregének 19 000 embere délen Adige folyó völgyében nyomult előre.
Bonaparte szembesülve ezekkel a veszélyekkel a Claude Belgrand de Vaubois 10 500 fős erőit északon, André Masséna 9500 katonáját  Bassanónál, a Brenta folyónál, Pierre Augereau a 8300 fős csapatát Veronánál. Charles Kilmaine a 8800 katonájával biztosította a blokádot Mantovánál Wurmser nagy helyőrségével szemben, a tartalékot 1600 lovas  és Francois Macquard 2800 gyalogos katonája képezték a közelben.

### Hadműveletek
Davidovich hadoszlopa kezdte meg a hadmozdulatot október végén. November 2-án hadserege összeütközött Vaubois létszámában kisebb divíziójával Cembra mellett északon.  November 5-ig Davidovich kiszorította a franciákat Trentóból.  Vaubois visszavonult Callianóba.
November 1-én, a Friaul Hadsereg átkelt a Piavén. Alvinczi arcvonala nyugat felé  nyomult előre, erre Massena kivonult Bassanóból november 4-én.  Friedrich Franz Xaver von Hohenzollern-Hechingen előőrse hamarosan elfoglalta a várost. Giovanni Provera két dandárja elérte a Brentát délen Fontaniva közelében, Alvinczi bal szárnyán. Bonaparte támadást parancsolt az osztrákok ellen, és sürgette Augereaut és Macquardt, hogy csatlakozzanak Massénához, hogy ellenálljanak Alvinczi erőinek a Brentánál.

### A csata
Masséna november 5-én összeütközött az osztrák balszárnnyal, és azt visszaszorította a folyó mögé. Ezen helyen zajlott le a csata, amely november 6-án kezdődött.
- Fontaniva

Reggel hét órakor Masséna megtámadta Lipthay Antal tábornok dandárját Fontanivánál. Reggeltől délután 6 óráig a franciák több mint tíz alkalommal vezettek támadást Lipthay négy zászlóalja ellen és igen nagy veszteségeket szenvedtek mind a két oldalon. A Splényi gyalogezred 2. és 3. zászlóalja kemény csatában védte a folyón az átkelőt, 9 tisztet és kétezer katonát vesztett a harc alatt. Amikor Lipthay alól kilőtték a lovat, felbukott vele, mégis is a posztján maradt. Délután Provera tábornok erősítést vitt az osztrák erőknek Anton Schübirz és Adolf Brabeck dandárjaiból, így sikeresen ellen tudtak állni a megújuló francia rohamoknak.
- Bassano

Kora reggel Hohenzollern átkelt a Brentán, követte Quasdanovich a jobbszárnyon, beleértve a Anton Mittrowsky vezette dandárt is. Az osztrák erők jobbszárnya az Alpok lábánál helyezkedett el, míg a bal szárny visszaívelt a Brentához. Augereau divíziója 10 óra körül megérkezett a területre és egészen addig támadta Bassanót, amíg a kora délutáni órákban az egész osztrák sereg átkelt a folyón. Súlyos harcok után, amelyben a falu többször gazdát cserélt, a csata este tíz órakor ért véget. A harcok súlyosságát mutatta, hogy a Gyulai gyalogezred egyik zászlóalja 390 embert veszített, ez megközelítőleg 50%-os veszteségnek felelt meg! Bár a hadijelentés győzelemről számolt be, Bonaparte tábornok este visszavonulást rendelt el.

### Következmények
A francia összes veszteség 3000 fő, beleértve 508 hadifoglyot és 1 tarackágyút. Az osztrák veszteségek 2823 főt és két ágyút tettek ki. Provera bal szárnyából 208 halott, 873 sebesült, és 109 hadifogoly. Quasdanovich  jobbszárnyának  vesztesége 326 halott, 858 sebesült, és 449 hadifogoly. Bár Alvinczi elrendelte a támadást, a  franciák gyors menetben sikeresen kitörtek, és visszavonultak Veronába.
November 7-én Davidovich megütközött Vaubois-val a callianói csatában és győzelmet aratott. Alvinczi folyamatosan nyomult előre, és ismét diadalmaskodott Bonaparte felett  a caldierói csatában  Verona közelében november 12-én. De Bonaparte végül az arcolei csatában november 15–17. között döntő vereséget mért a császári erőkre, ezzel egész Észak-Itália a franciák kezére került.

## Érdekességek
Hughes-Bernard Maret valamennyi hadjáratában követte Bonaparte tábornokot, rendszerint ő szerkesztette a hadi jelentéseket. 1811-ben Bonaparte – már Napóleon császárként Maret-t szenátorrá, Bassano hercegévé, és külügyminiszterré tette.

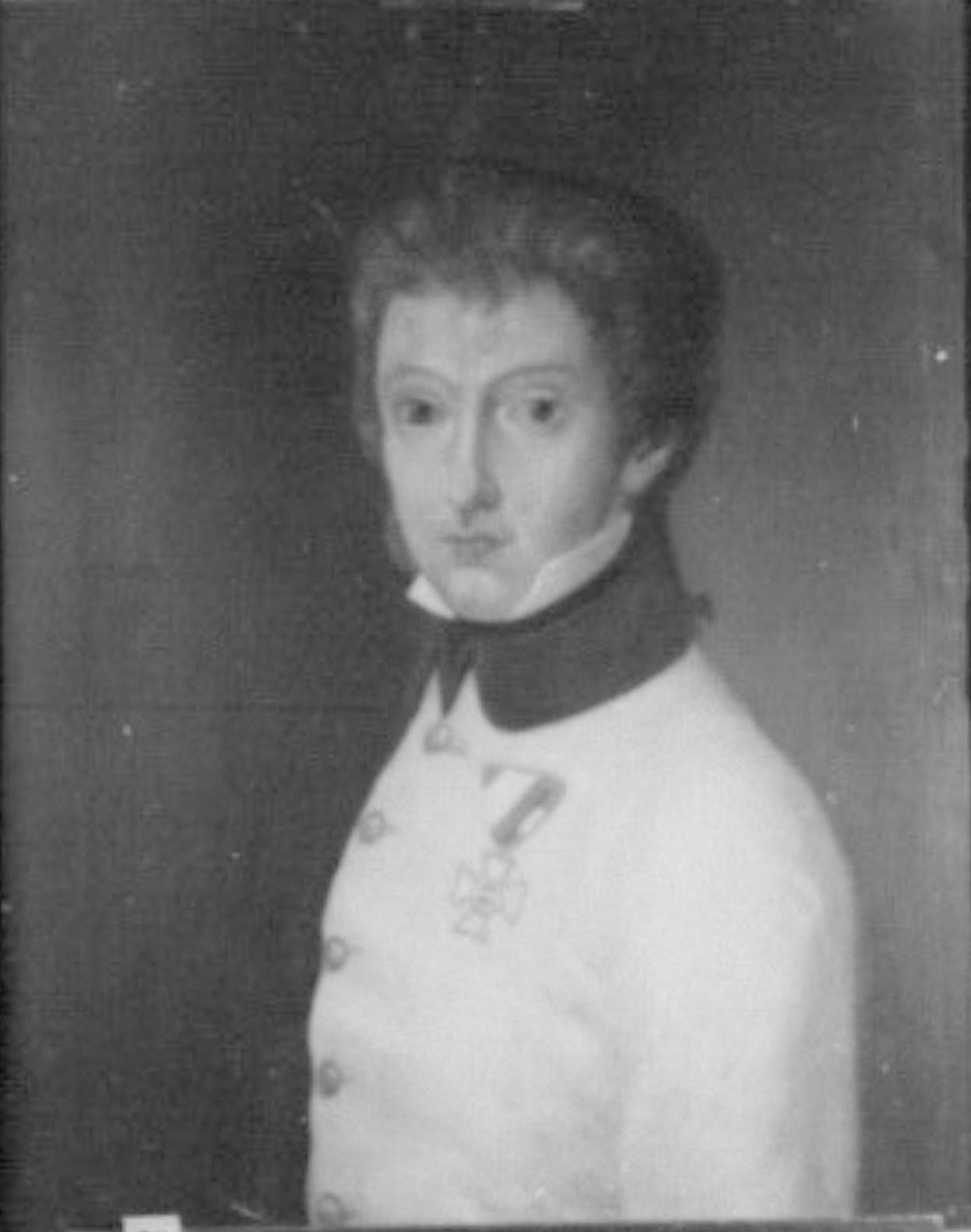
Jugenitz Antal

Jugenitz Antal a Splényi (51. sz.) gyalogezred közlegényből lett tisztje 22 önkéntes társával vakmerő és hihetetlen sikerű tettet vitt véghez; ágyúkat foglalt el és több századot foglyul ejtett. Ekkor a Mária Terézia-renddel tüntették ki. (1813-ban „boldog-hegyi” előnévvel bárói rangot nyert.)

## Fordítás
- Ez a szócikk részben vagy egészben  a   Second Battle of Bassano című angol Wikipédia-szócikk fordításán alapul.  Az eredeti cikk szerkesztőit annak laptörténete sorolja fel. Ez a jelzés csupán a megfogalmazás eredetét és a szerzői jogokat jelzi, nem szolgál a cikkben szereplő információk forrásmegjelöléseként.
- Ez a szócikk részben vagy egészben  a   Battle of Bassano című angol Wikipédia-szócikk fordításán alapul.  Az eredeti cikk szerkesztőit annak laptörténete sorolja fel. Ez a jelzés csupán a megfogalmazás eredetét és a szerzői jogokat jelzi, nem szolgál a cikkben szereplő információk forrásmegjelöléseként.